# Kozi Mur

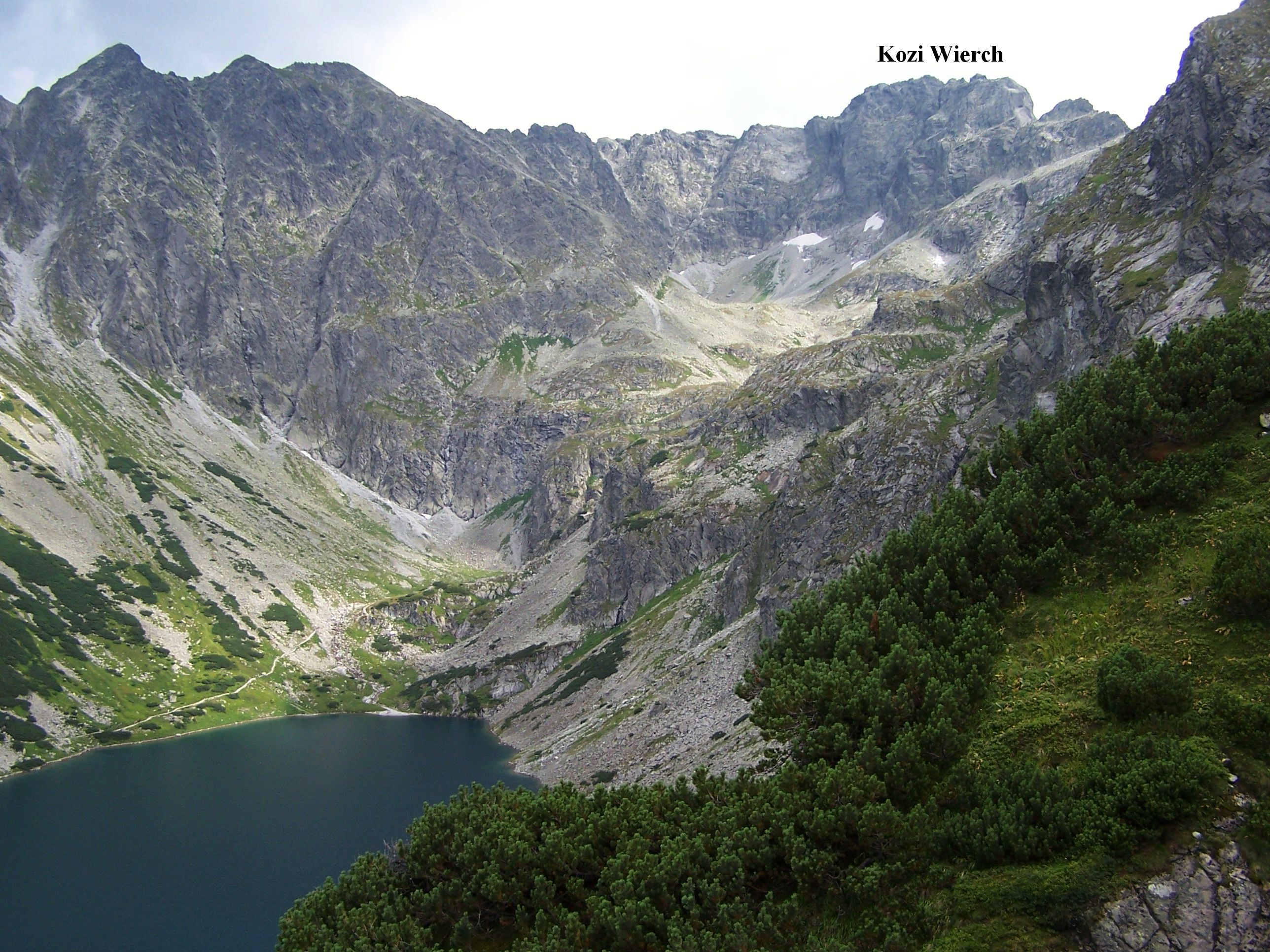
Rysa Zaruskiego schodząca w lewo w dół, na prawo od Żlebu Kulczyńskiego

Kozi Mur (niem. Gemsenmauer, słow. Kozí múr', węg. Zerge-fal) – odcinek grani w Tatrach Wysokich, pomiędzy Buczynową Strażnicą a Kozim Wierchem. W jego północnych ścianach znajduje się Filar Leporowskiego i Rysa Zaruskiego, natomiast południowym stokiem biegnie szlak Orlej Perci. Północno-zachodnie stoki Koziego Muru opadają do Dolinki Koziej, natomiast południowo-wschodnie do Doliny Pięciu Stawów Polskich.